# Equatorial Energia Goiás
A Equatorial Energia Goiás, conhecida anteriormente como Companhia Energética de Goiás (CELG), é uma empresa de distribuição de energia elétrica com atuação no estado de Goiás, com sede em Goiânia.
Anteriormente, a Celg pertencia à CELGPAR, uma sociedade de economia mista e de capital autorizado cujos acionistas são o Estado de Goiás, que possui 99,68% do capital, além de outros pequenos acionistas, como a Eletrobras, municípios e investidores privados.

## História
Em 19 de agosto de 1955, o governador Pedro Ludovico Teixeira sancionou a Lei Estadual nº 1.087, que criava a então denominada Centrais Elétricas de Goiás S.A. (Celg).
No ano seguinte, em 13 de março de 1956, seu funcionamento foi autorizado por meio do Decreto Federal nº 38.868. Suas atribuições eram: produção, transmissão e distribuição de energia elétrica.
Em 1999, a CELG começou a prestar outros serviços, tais como diagnóstico energético, locação de equipamentos, mapa digital, além da tradicional comercialização de energia e por isso passou à denominação de Companhia Energética de Goiás.
Em dezembro de 2006 foi criada pelo Governo do Estado de Goiás a Companhia Celg de Participações - Celgpar, tendo como objeto social principal a participação em outras sociedades como acionista ou sócio-cotista. A Celgpar passou então a ser desde o momento de sua instituição a controladora da então Companhia Energética de Goiás - Celg.
A Celg, por sua vez, detinha o controle de uma subsidiária integral, a Celg Geração e Transmissão S.A. – Celg G&T, que foi constituída a partir da segregação dos ativos de geração e transmissão de energia elétrica da Celg.
Em março de 2007 a Celg foi convertida em subsidiária integral da Celgpar e teve alterada sua denominação social, passando a ser chamada de Celg Distribuição S.A. – Celg D.
Em junho de 2007, ocorreu a redução do capital social da Celg D e consequente transferência do controle acionário da Celg G&T para o domínio da Celgpar.
Essa sequência de ações permitiu que a Celg pudesse se adequar às novas regras estabelecidas pelo Governo Federal, que ditava a obrigatoriedade de segregação da atividade de distribuição de energia elétrica das demais atividades exercidas pela empresa, que também englobavam, à época, a geração e transmissão de energia elétrica.
Visando ao aproveitamento dos ativos da companhia e à exploração de serviços de telecomunicações, em agosto de 2008 foi criada a Companhia de Telecomunicações e Soluções – CELG Telecom, que constitui a terceira empresa controlada pela Celgpar.
Em 2015 a Celg D teve 50,3% de suas ações repassadas à Eletrobras em troca de um dívida com o governo.. A empresa vinha apresentando prejuízos por vários anos seguidos.
Com lance de R$ 2,187 bilhões, a Enel foi a vencedora do leilão de privatização da Celg D. Inclusive, este foi o único lance válido para a compra da distribuidora de energia elétrica de Goiás.
O processo de vendas foi finalizado em Goiânia, em 14 de fevereiro de 2017. No dia 07 de março de 2018, a Enel assumiu a sua marca global em Goiás e a Celg, por sua vez, passou a se chamar Enel Distribuição Goiás.
Com o propósito de fazer a integração ao grupo e de reforçar ao público todas as mudanças, além de outras ações, a companhia adotou uma nova identidade que contemplou a mudança do site, layout de lojas, frotas e uniformes.
A Enel destaca ter como pilar dos investimentos o Projeto Telecontrole, que visa à automação da rede elétrica de média tensão por meio da instalação de equipamentos telecomandados e de um sistema de gestão remota.
Com atuação nos cinco continentes, a companhia já utiliza esta tecnologia em outros países, como a Itália e a Romênia, por exemplo. Com ela, é possível identificar e isolar, com muito mais agilidade e à distância, as falhas ocorridas na rede, reduzindo o número de clientes afetados, com ótimos benefícios na qualidade dos serviços prestados.
Estabelecidos pela Aneel (Agência Nacional de Energia Elétrica), agência que regula o setor, os chamados indicadores de continuidade do serviço definem os limites de interrupções do serviço que cada distribuidora precisa respeitar: tanto a duração quanto o número de interrupções têm limites objetivos e, quando tais limites são ultrapassados, as empresas são penalizadas com perda de tarifa.
Durante a fase estatal o governo investia R$ 220 milhões por ano – valor insuficiente para manter a reposição e a expansão adequadas dos ativos –, a nova gestão privada tem investido R$ 800 milhões por ano, ou mais que o triplo.
A Enel Distribuição Goiás apresentou à Aneel, em fevereiro de 2019, o Plano Emergencial de Melhoria da Qualidade da empresa, com previsão de ações e investimentos no curto prazo para corrigir problemas na qualidade do fornecimento de energia e no atendimento comercial à população.
Após reunião com os executivos da companhia e em resposta à análise de desempenho da distribuidora no Plano de Resultados da Aneel, a apresentação do plano foi determinada pela Aneel em fevereiro de 2019.
O Governo de Goiás e a Enel Distribuição Goiás assinaram um acordo, com a presença do ministro de Minas e Energia, Bento Albuquerque e do presidente da Câmara Federal, Rodrigo Maia, com o intuito de melhorar os serviços de distribuição de energia no estado. Segundo o documento, as medidas previstas possibilitam ampliar em 26% a capacidade da rede de distribuição de eletricidade até 2022. 
No final de 2020, a Aneel aprovou o plano de resultados da Enel com reservas e substituiu o plano emergencial que estava em curso desde 2019. A distribuidora segue cumprindo integralmente as metas definidas. No que diz respeito à demanda reprimida, houve redução de 68% (de 462 MVA para 147 MVA), 1 MVA melhor do que o previsto na meta. Quanto à instalação de bancos de capacitores, foram instalados 486,75 MVAr, cumprindo a meta. Já em relação às conexões rurais, foram tratados 6.453 pedidos de conexão, superando a meta de 5.700.

### Compra pela Equatorial Energia
Em 23 de setembro de 2022, a Equatorial Energia compra a distribuidora da Enel em Goiás por R$ 1,57 bilhão.  Com isso, desde o dia 30 de dezembro de 2022 a Enel Goiás passou a se chamar Equatorial Energia Goiás.

## Área de concessão
A área de concessão da Equatorial Energia Goiás abrange aproximadamente 98,7% da distribuição no estado, num total de 237 municípios e cerca de 3,3 milhões de clientes.

## Atendimento ao cliente
A Equatorial Energia Goiás conta com 240 postos de atendimento presencial em todo o Estado e cinco vans de atendimento móvel.
A companhia também oferece aos seus clientes os seguintes canais de atendimento: Call Center (0800 062 0196), assistente virtual Clara no WhatsApp (62) 3243-2020, agência virtual no site (www.equatorialenergia.com.br). O produtor rural também pode contar com um atendimento exclusivo através do telefone: (62) 99829-9908.